# Apocope
In linguistica, l'apocope, detta anche troncamento, indica la caduta di un fono o di una sillaba nella parte finale di parola.
Il fenomeno può essere sia l'esito finale di un processo di trasformazione della parola nel corso dei secoli, che si attesta, in questo caso, sotto una nuova forma d'uso corrente (città[de]) e libertà[de]), dove il "troncamento" è permanente e del tutto indipendente dal contesto fonologico circostante, sia l'effetto di un'esigenza eufonica che porta alla soppressione della parte finale della parola per evitare incontri o fenomeni fonetici, come la rima, avvertiti talvolta come cacofonici.
Benché quest'ultimo caso assomigli molto al fenomeno dell'elisione, anch'esso di natura eufonica, l'apocope si differenzia per la capacità della parola "tronca" di conservare e comunicare il suo significato, anche se pronunciata isolatamente, cioè in assenza di un contesto frasale; la distinzione tra i due fenomeni ha importanti conseguenze ortografiche, poiché l'elisione è sempre accompagnata dall'apostrofo, mentre il troncamento solo in pochi casi.

## L'apocope nell'italiano
Nell'italiano moderno esistono diverse ossitone, originate dal troncamento di vecchie forme parossitone per effetto di un'aplologia; è il caso di parole di derivazione latina come: città(de), libertà(de), virtù(te), tutte parole che col tempo hanno perso la sillaba finale "-de" o "-te", e che oggi vengono considerate vere e proprie forme "piene" e non "tronche", come invece erano considerate in passato, quando ancora si avvertiva la loro derivazione dalle forme allora avvertite come piene. Dette forme oggi resistono soltanto come varianti letterarie o poetiche, ma sono obsolete nell'uso quotidiano.
Parallela alla presenza di parole del cui processo di troncamento non si ha ormai più coscienza, esistono forme attuali di parole apocopate il cui status di forma "tronca" è invece avvertito del parlante, in opposizione alla forma intera del vocabolo originario che viene sentito come "pieno". È questo il caso di parole come fior(e), man(o), bel(lo), il cui uso è spesso guidato nella lingua da esigenze eufoniche, ma anche in vere e proprie locuzioni fisse che si sono nel tempo consolidate:
- il fior fiore della società;
- man mano che.

Frequente è la presenza delle forme tronche, infatti, quando si ha la ripetizione della stessa parola (come nell'esempio di sopra), od anche quando si ha la vicinanza di parole col medesimo suffisso: nei verbi con la stessa desinenza, se espressi all'infinito, si assiste spesso alla caduta dell'ultima vocale; l'effetto che sovente si cerca di evitare in questi casi è la presenza di una rima, che viene considerata stilisticamente sconveniente nella prosa, se non motivata da specifiche esigenze di richiamo dell'attenzione del lettore o da necessità espressive.
L'apocope nell'italiano è possibile solo a determinate condizioni:
1. Lasciando una forma "tronca" che finisca per vocale (fra(te), po(co), a mo(do) di) oppure con una consonante che faccia tipicamente parte della coda sillabica nella lingua italiana:-l, -r, -n, raramente -m (si tratta di lettere che normalmente possono trovarsi dentro una parola prima di un'altra consonante, anche senza raddoppiamento consonantico).
2. La parola che segue non deve cominciare per s impura, z, x, gn, ps.

### Apocope vocalica ed elisione
L'apocope vocalica può facilmente essere confusa con l'elisione. Tuttavia vi sono due precisi motivi per non confondere i due fenomeni:
1. L'apocope non richiede generalmente la presenza dell'apostrofo (il numero limitato di casi codificati è facilmente rintracciabile nei dizionari), l'elisione sempre; inoltre, in quei casi in cui l'apostrofo indica un'apocope, esso deve essere graficamente separato dalla parola che segue da uno spazio grafico; nell'elisione, invece, la parola che segue è attaccata all'apostrofo.
2. L'apocope può avvenire anche davanti a consonante, mentre l'elisione avviene soltanto davanti ad una vocale. Pertanto, una parola apocopata può essere usata in qualsiasi contesto fonetico, mentre una parola elisa è sempre seguita da parole inizianti per vocale.

Tuttavia vi sono eccezioni e casistiche in cui rintracciare tale confine non è così agevole, specie se vi è un comportamento grammaticale della parola particolarmente complesso, e non è infrequente in alcuni casi anche incappare in dubbi interpretativi. Si pensi, ad esempio, al caso di un autista o un'autista: nel primo caso il conducente è un uomo, nel secondo una donna.
- Uno ed i suoi derivati (alcuno, ciascuno) e buono si troncano in un e buon davanti a parole di genere maschile, mentre si elidono in un' e buon' davanti a parole di genere femminile, che incominciano per vocale; in questo caso la presenza dell'apostrofo può essere distintiva per capire il genere del soggetto indicato.
- Tale non si elide e così pure, solitamente, quale; essi si troncano in qual e tal. Nondimeno vedi più sotto per il caso di qual è o qual'è.
- Quello, bello ed altre parole in -ello (ad esempio castello) davanti alle parole maschili che iniziano per consonante si troncano in -el; davanti invece a parole, sia femminili che maschili, che iniziano per vocale si elidono in -ell' (ad esempio bell' e quell').
- Grande e santo davanti a sostantivi maschili (grande anche davanti a quelle femminili, ad esempio in gran parte) che iniziano per consonante si troncano in gran e san; davanti invece a nomi, sia femminili che maschili, che iniziano per vocale si elidono in grand' e sant'.

### Troncamenti con apostrofo
Nell'evoluzione grafematica della lingua italiana dell'ultimo secolo si è attestata la regola grammaticale per cui di norma l'apocope non va mai segnalata con l'apostrofo, tranne nei casi di apocope sillabica in cui si verifichino entrambe le seguenti condizioni:
1. la forma tronca risulta uscente in vocale;
2. la vocale finale non richiede il raddoppiamento fonosintattico con la parola seguente[4]

Quest'ultima parte sull'apostrofo non sarebbe comunque strettamente normativa, come invece avviene per l'elisione, e non mancano infatti eccezioni, né pareri discordanti fra i principali linguisti e grammatici italiani contemporanei.
In italiano l'apostrofo è sempre usato in:
- po' per poco;
- e a mo' di per modo.

Fatti salvi i casi più rari riportati sotto, si tratta degli unici due casi di apocope in cui tutti i grammatici concordano nell'obbligatorietà dell'apostrofo; tuttavia non vi sarebbero reali necessità linguistiche in quanto non esistono nella lingua italiana altre parole omografe in grado di generare eventualmente confusione: le parole po e mo infatti non esistono se non come sigle o abbreviazioni, e l'unica occorrenza omografa di senso compiuto di Po indica chiaramente il suo statuto di nome proprio dalla maiuscola.
Più che un troncamento, ca', presente nella toponomastica e nei nomi dei palazzi storici dell'Italia settentrionale, è una trascrizione scorretta di cà, cioè casa nelle lingue gallo-italiche e veneta: l'apostrofo impropriamente sostituisce l'accento che dovrebbe sormontare la A maiuscola.
Nel contesto famigliare, invece, sono diffusi i troncamenti degli appellativi famigliari: ma' (mamma), pa' (papà), zi' (zio), che solitamente hanno un uso solo orale, ma che, se devono essere scritti, vengono riportati con l'apostrofo e non con l'accento. Diffuso nell'uso colloquiale è anche il regionalismo toscano mi' in luogo dell'aggettivo possessivo mio/mia miei/mie, usato sempre però solo in posizione proclitica.
L'apostrofo è invece talvolta usato sulle forme verbali dell'imperativo, alla seconda persona singolare, dei verbi andare, dare, fare, stare, per distinguerli da una forma, altrimenti omografa, dell'indicativo presente, che però si rifà alla terza e non alla seconda persona singolare.
va' per vai (tu) eventualmente confondibile con (lui/lei) va
da' per dai (tu) eventualmente confondibile con (lui/lei) dà
fa' per fai (tu) eventualmente confondibile con (lui/lei) fa
sta' per stai (tu) eventualmente confondibile con (lui/lei) sta
Su questo uso dell'apostrofo non vi è unanime consenso tra i linguisti, tranne, ovviamente, nei casi di possibile ambiguità che generalmente vengono fugati dal contesto. Unici casi più a rischio di confusione sono per il verbo dare e fare:
- nel verbo dare per l'indicativo dà sopperisce di fatto già la presenza dell'accento grafico, tuttavia l'imperativo apocopato, senza apostrofo, potrebbe essere confuso con da preposizione;
- per il verbo dire l'imperativo ammette entrambe le forme dì e di' (diretta evoluzione dell’imperativo latino dic), tuttavia la prima è confondibile con dì indicante giorno, e l'imperativo apocopato, senza apostrofo, sarebbe facilmente confondibile con di preposizione.

Altri casi di ammissibilità dell'apostrofo nell'apocope sono le interiezioni derivate da troncamento di parole, specialmente in imperativi alla seconda persona; il significato era già fissato nell'uso interiettivo:
- be' per bene usato nel significato di «bene/ebbene»;
- t(i)e' per t(i)eni!;
- to' per togli! inteso nell'antico significato di «prendi!»;
- marsc' (/marʃ/) (più che altro un tentativo di scrivere con ortografia italiana il francese marche da cui deriva)[6] o marc' (/marʧ/) per marcia! tipico nella forma «avanti, marsc'!»;
- va' per varda! forma arcaica di «guarda!»;
- ve' per vedi! usato sempre nel significato di «guarda!».

Di tali apocopi, però, è frequente trovare forme derivate con l'aggiunta dell'acca: beh, teh, toh, marsch/march, vah, veh, forme che spesso vengono usate in contesti in cui tali interiezioni hanno perso nell'uso comune la loro sostituibilità con le forme originarie. In queste forme l'acca si incontra talora prima della vocale (bhe, the, ecc.): questo uso è considerato errato. Da notare inoltre la forma vabbè, usata al pari di va be' e va beh.

#### Forme letterarie
In ambito letterario erano presenti forme tronche, ormai desuete, di quasi tutte preposizioni articolate al maschile plurale, derivate dalla fusione con l'articolo "i":
da' (dai); a' (ai); de' (dei); ne' (nei); co' (coi); su' (sui); pe' (pei); fra' (frai).
Su tale solco possiamo anche riportare le forme di quei e bei: que' e be'.
Antiche forme letterarie che invece potrebbero portare alcuni problemi interpretativi invece sono:
- e' come troncamento di due pronomi: la parola eo (che vuol dire «io» dal latino ego) prima persona; ei dà egli terza persona singolare.[9]
- i' per io;
- me' con diversi significati:

- meglio
(Dante Inf. I, 112-113)
(Dante Inf. II, 36)
- meo, forma poetica per mio
(Guido Cavalcanti, Rime, XLVIa "In un boschetto trova' pasturella", 13-14)
- mezzo nel senso di «la metà»
(Boccaccio Dec. V, 10)
- po' per poi[11]
- pro' per prode

(Boccaccio, Dec. II.10)

#### Errori comuni
In alcuni casi di monosillabi tronchi viene talvolta fatta confusione tra l'accento grafico e l'apostrofo, dando così origine a forme diffuse che generalmente non sono accettate; le principali sono:
- pò (grafia corretta: po') "poco"
- a mò di (grafia corretta: a mo' di)
- fe' (grafia corretta: fé) "fede"[5]
- pie' (grafia corretta: piè) "piede"[5]

La grafia qual'è (per qual è) è errata sulla base del fatto che quale non richiede l'elisione, in quanto esiste la forma apocopata qual; non mancano però i pareri contrari, che fanno notare come detta forma qual sia antiquata o rara. Unanime è invece il consenso sulla non accettabilità di tal'è (per tal è).

## Esempi di apocope in arabo, cinese e yoruba
La caduta di foni a fine parola, cioè l'apocope, si ritrova anche in arabo prima di una pausa: durante la lettura del Corano o nella parlata colloquiale infatti le vocali che indicano il caso grammaticale cadono. Inoltre, nella desinenza femminile -at la consonante finale t non si pronuncia lasciando solo una /a/ breve; dal punto di vista grafico questa t muta è inoltre rappresentata da un grafema particolare, la tā’ marbūṭa ة, invece che dalla normale tā’ ت.
Nel cinese moderno standard o nella parlata mandarina slang (e quindi settentrionale), possono cadere alcune vocali a fine vocabolo, ad esempio in 舒服 shūfu ("comodo; sentirsi bene"), che può ridursi in shūf.
Infine nella lingua yoruba, in cui le parole finiscono spesso in vocale, si assiste spesso, nella parlata corrente, a fenomeni di apocope (o, in base al parlante, di aferesi).